# باس كريستيان
باس كريستيان (مسيسيبي) (بالإنجليزية: Pass Christian, Mississippi)‏ هي مدينة تقع في الولايات المتحدة في Harrison County.  يقدر عدد سكانها بـ 4,613 نسمة ومساحتها 39.6 كم2  وترتفع عن سطح البحر 4 متر.

## التركيبة السكانية
حدّد مكتب تعداد الولايات المتحدة بيانات التركيبة السكانية لباس كريستيان في تعداد الولايات المتحدة. في ما يلي، التركيبة السكانية حسب تعدادي 2000 و2010.

### تعداد عام 2000
بلغ عدد سكان باس كريستيان 6,579 نسمة بحسب تعداد عام 2000، وبلغ عدد الأسر 2,687 أسرة وعدد العائلات 1,798 عائلة مقيمة في المدينة. في حين سجلت الكثافة السكانية 166.4 نسمة لكل كيلومتر مربع (431.0/ميل2). وبلغ عدد الوحدات السكنية 3,351 وحدة بمتوسط كثافة قدره 84.7 لكل كيلومتر مربع (219.4/ميل2).
وتوزع التركيب العرقي للمدينة بنسبة 65.91% من البيض و28.17% من الأمريكيين الأفارقة و0.62% من الأمريكيين الأصليين و3.48% من الأمريكيين ذوي الأصول الآسيوية و0.03% من سكان جزر المحيط الهادئ و0.62% من الأعراق الأخرى و1.17% من عرقين مختلطين أو أكثر و1.75% من الهسبانيون أو اللاتينيون من أي عرق.
بلغ عدد الأسر 2,687 أسرة كانت نسبة 31.2% منها لديها أطفال تحت سن الثامنة عشر تعيش معهم، وبلغت نسبة الأزواج القاطنين مع بعضهم البعض 46.6% من أصل المجموع الكلي للأسر، ونسبة 16% من الأسر كان لديها معيلات من الإناث دون وجود شريك،  بينما كانت نسبة 4.4% من الأسر لديها معيلون من الذكور دون وجود شريكة وكانت نسبة 33.1% من غير العائلات. تألفت نسبة 27.4% من أصل جميع الأسر من عدة أفراد يعيشون في نفس المنزل ونسبة 11.3% كانت تتألف من شخص يعيش بمفرده يبلغ من العمر 65 عاماً أو أكثر. وبلغ متوسط حجم الأسرة المعيشية 2.38، أما متوسط حجم العائلات فبلغ 2.88.
بلغ العمر الوسطي للسكان 41.0 عاماً. وكانت نسبة 23.4% من القاطنين تحت سن الثامنة عشر، وكانت نسبة 6.9% بين الثامنة عشر والرابعة والعشرين عاماً، ونسبة 25.3% كانت واقعةً في الفئة العمرية ما بين الخامسة والعشرين والرابعة والأربعين عاماً، ونسبة 24.9% كانت ما بين الخامسة والأربعين والرابعة والستين، ونسبة 16.5% كانت ضمن فئة الخامسة والستين عاماً فما فوق. يوجد لكل 100 أنثى 89.8 ذكر، ويوجد لكل 100 أنثى في الثامنة عشر من عمرها فما فوق 88.3 ذكر.
بلغ متوسط دخل الأسرة في المدينة 40,743 دولارًا، أما متوسط دخل العائلة فبلغ 46,232 دولارًا. وكان متوسط دخل الذكور 35,352 دولارًا مقابل 22,195 دولارًا للإناث. وسجل دخل الفرد الخاص بالمدينة 26,008 دولارًا. وكانت نسبة 8.2% من العائلات ونسبة 10.8% من السكان تحت خط الفقر، وكان من هؤلاء نسبة 18.4% تحت سن الثامنة عشر ونسبة 6.2% في الخامسة والستين من العمر وما فوق.

### تعداد عام 2010
بلغ عدد سكان باس كريستيان 4,613 نسمة بحسب تعداد عام 2010، وبلغ عدد الأسر 1,863 أسرة وعدد العائلات 1,281 عائلة مقيمة في المدينة. في حين سجلت الكثافة السكانية 116.7 نسمة لكل كيلومتر مربع (302.3/ميل2). وبلغ عدد الوحدات السكنية 2,494 وحدة بمتوسط كثافة قدره 63.1 لكل كيلومتر مربع (163.4/ميل2).
وتوزع التركيب العرقي للمدينة بنسبة 64.25% من البيض و27.86% من الأمريكيين الأفارقة و0.41% من الأمريكيين الأصليين و3.95% من الأمريكيين ذوي الأصول الآسيوية و0.04% من سكان جزر المحيط الهادئ و1.32% من الأعراق الأخرى و2.17% من عرقين مختلطين أو أكثر و2.99% من الهسبانيون أو اللاتينيون من أي عرق.
بلغ عدد الأسر 1,863 أسرة كانت نسبة 30.2% منها لديها أطفال تحت سن الثامنة عشر تعيش معهم، وبلغت نسبة الأزواج القاطنين مع بعضهم البعض 47.7% من أصل المجموع الكلي للأسر، ونسبة 15.9% من الأسر كان لديها معيلات من الإناث دون وجود شريك،  بينما كانت نسبة 5.2% من الأسر لديها معيلون من الذكور دون وجود شريكة وكانت نسبة 31.2% من غير العائلات. تألفت نسبة 26.1% من أصل جميع الأسر من عدة أفراد يعيشون في نفس المنزل ونسبة 10.6% كانت تتألف من شخص يعيش بمفرده يبلغ من العمر 65 عاماً أو أكثر. وبلغ متوسط حجم الأسرة المعيشية 2.45، أما متوسط حجم العائلات فبلغ 2.95.
بلغ العمر الوسطي للسكان 44.8 عاماً. وكانت نسبة 22.9% من القاطنين تحت سن الثامنة عشر، وكانت نسبة 6.4% بين الثامنة عشر والرابعة والعشرين عاماً، ونسبة 20.9% كانت واقعةً في الفئة العمرية ما بين الخامسة والعشرين والرابعة والأربعين عاماً، ونسبة 31.2% كانت ما بين الخامسة والأربعين والرابعة والستين، ونسبة 18.6% كانت ضمن فئة الخامسة والستين عاماً فما فوق. وتوزع التركيب الجنسي للسكان بنسبة 47.7% ذكور و52.3% إناث.

## أعلام
- دويل أوفرتون هيكي
- جين لانغ
- توماس بيل مونرو
- كونستانس تيتوس
- جون هندرسون